# MP 40
L'MP 40 (abbreviazione del tedesco Maschinenpistole 1940, in italiano "pistola mitragliatrice 1940") impropriamente soprannominato Schmeisser, è una pistola mitragliatrice sviluppata e prodotta in massicce quantità durante la seconda guerra mondiale dalla Germania.
L'arma ebbe una notevole influenza sullo sviluppo delle pistole mitragliatrici durante il conflitto, sia per le modalità di produzione all'epoca avveniristiche, sia per l'architettura generale che fissò lo standard della sua categoria.

## Storia
L'MP 40 deriva dall'MP 38, che a sua volta è un'evoluzione dell'MP 36, un prototipo interamente realizzato in metallo del quale rimangono pochi esemplari. L'MP 36 fu realizzata dall'azienda tedesca Erma-Werke, per soddisfare la richiesta del governo tedesco di una nuova arma automatica; successivi miglioramenti portarono all'MP 38. L'ideatore dell'MP 38 fu Heinrich Vollmer.
L'arma appariva futuristica per l'epoca: rispetto a tutti i moschetti automatici del tempo, compresi gli MP 18, MP 28, MP 34 e MP 35 tedeschi, realizzati con lunghe e complesse lavorazioni alla macchina utensile e muniti di ingombranti calciature in legno come quelle dei fucili: l'MP 38 introduceva dei concetti rivoluzionari, ma era realizzata tramite fresatura dal pieno e con impugnatura in lega di alluminio per contenerne il peso. Dopo l'inizio della seconda guerra mondiale venne introdotta l'MP40, semplificata nella costruzione e nell'uso di materiali più economici. Prodotta con largo uso di lamiere stampate e tranciate (procedimento non comune, all'epoca), adatta alla produzione su vasta scala, con un calcio a stampella ripiegabile sotto il fusto che era rivestito in bachelite o materiale sintetico. La canna era provvista di un sottocanna di protezione prevedendo l'uso sul bordo delle fiancate dei mezzi blindati, quindi particolarmente adatta a truppe meccanizzate come i Panzergrenadiere di recente formazione.

## Produzione e dettagli sulla serializzazione
La produzione degli MP 40 venne affidata a tre importanti aziende tedesche, tutte già affermate produttrici di armi per l'esercito tedesco: Erma (Erfurt), Steyr-Daimler-Puch (Steyr) e C.G. Haenel (Suhl). Le tre aziende si occupavano della produzione delle parti meccanicamente più complesse delle armi, in generale quelle che ritenevano lavorazioni dal pieno con la macchina utensile. Per la realizzazione delle parti secondarie, realizzate quasi interamente per stampaggio, si ricorreva invece a piccole aziende che potevano quindi produrre pezzi in proprio accelerando l’intero processo produttivo. Questi contratti vennero affidati ad aziende che risultavano estremamente conosciute all'epoca: la Gebrüder Merz (Francoforte sul Meno), Krupp (Berlino) e Steyr-Daimler-Puch (Graz).
Ogni fabbrica apponeva sui pezzi prodotti il proprio codice di riconoscimento (costituito inizialmente da un numero ma rapidamente modificato in una sequenza di tre lettere). Se l'arma era destinata all’esercito (e nel caso degli MP 40 la cosa era praticamente obbligata) lo Heereswaffenamt apponeva un punzone (anche questo univoco per ogni produttore) sui singoli pezzi dell’arma. Non è quindi raro trovare armi coperte letteralmente di marcature, con pezzi prodotti da due (quando non tre) aziende diverse.
| AZIENDA       | CODICE    | WAFFENAMT |
| ------------- | --------- | --------- |
| Erma          | 27 > ayf  | WaA280    |
| Steyr (Steyr) | 660 > bnz | WaA623    |
| Haenel        | 122 > fxo | WaA97     |
| Gebrüder Merz | cos       | WaA44     |
| Krupp         | cnd       | WaA254    |
| Steyr (Graz)  | kur       | WaA815    |

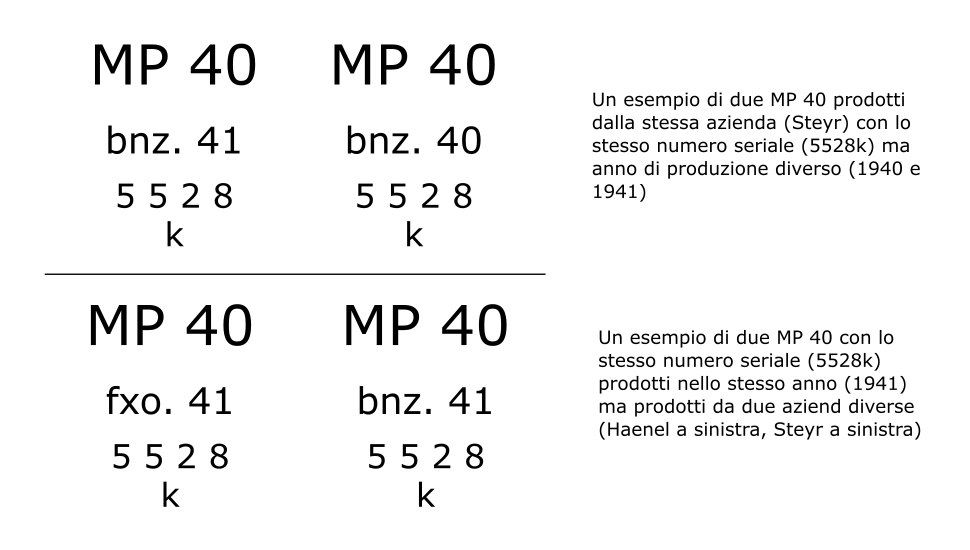
Esemplificazione della questione dei numeri seriali identici rinvenibili su armi diverse grazie al peculiare sistema di numerazione usato dalle fabbriche tedesche

Il numero seriale negli MP 40 seguiva una progressione numerica, che ricominciava a inizio anno. Il numero era compreso tra 0000 e 9999 seguito da una lettera scritta in carattere stampatello (a, b, c …). Questo significa che se la produzione iniziava a Gennaio con l’esemplare 0001a, una volta arrivati a 9999a si passava a 0001b e così via, ricominciando ogni anno da 0000a. Questo era possibile in quanto il castello dell’arma riportava anche l’anno di produzione quindi è perfettamente normale trovare due (se non più) armi con seriale 5528k ma data di produzione diversa oppure, ancora, due armi con seriale 5528k con stesso anno ma diverso produttore, in quanto ogni azienda seguiva la propria serializzazione grazie alla presenza del codice univoco che permetteva comunque di distinguere due armi.
La produzione di MP 38 e MP 40 ammontava, a fine guerra, a 916.639 esemplari ripartiti tra 40.576 MP 38 e 876.063 MP 40. La produzione degli MP 38 iniziò con regolarità solo nel 1939 e fu interrotta dopo solo un anno in favore del più semplice ed economico MP 40.
Per gli MP 40 in particolare la produzione continuò fino alla fine del 1944 in maniera regolare, per poi interrompersi quasi interamente nei primi due mesi del 1945.
L'unica azienda ad aver prodotto MP 40 fino alla fine fu la Steyr (che interruppe la produzione alla fine del 1944). Haenel aveva già interrotto la produzione nel 1942 (probabilmente negli ultimi mesi del 1941) mentre la Erma si era occupata interamente della produzione di MP 38 (tutti i 40.576 esemplari) per poi produrre MP 40 tra il 1940 e il 1943.
| REPARTO / ANNO    | 1938  | 1939  | 1940   | 1941    | 1942    | 1943    | 1944   | 1945  |
| ----------------- | ----- | ----- | ------ | ------- | ------- | ------- | ------ | ----- |
| Heer              | 2.011 | 5.360 | 96.396 | 139.681 | 152.681 | 220.572 | 74.564 | 189   |
| Luftwaffe         | /     | /     | 18.500 | 96.400  | 64.300  | 9.973   | 6.244  | /     |
| Kriegsmarine      | /     | /     | 1.400  | 3.750   | 12.500  | 3.766   | 2.081  | /     |
| SS                | 5.944 | 5.944 | 5.944  | 5.944   | 5.944   | 5.944   | 5.944  | 5.944 |
| Abwehr            | 312   | 312   | 312    | 312     | 312     | 312     | 312    | 312   |
| Finanzministerium | 15    | 15    | 15     | 15      | 15      | 15      | 15     | 15    |

## Aspetti tecnici

### Caratteristiche
Di particolare interesse era l'abbinamento otturatore-molla di recupero dell'arma: poiché il calcio ripiegabile a stampella era molto pratico ma non altrettanto stabile nel tiro a raffica rispetto alla calciatura in legno, Vollmer ideò una particolare molla di recupero telescopica in tre parti, che durante il tiro automatico, rinculando all'indietro, si inserivano l'una nell'altra smorzando notevolmente il rinculo. Per il resto, il funzionamento era la tradizionale massa battente, data la bassa potenza della munizione da pistola impiegata, la 9 × 19 mm Parabellum.
L'MP 38 non aveva nessun congegno di sicurezza meccanico sulla leva di scatto. Nell'MP40 era invece presente un intaglio a "L" sulla scanalatura di armamento presente sul lato sinistro dell'arma, che serviva a bloccare la manetta di armamento in posizione di apertura: in questo modo, anche premendo il grilletto l'otturatore non poteva avanzare e causare lo sparo, pur restando armato. Al momento di fare fuoco il tiratore svincolava la manetta d'armamento dall'intaglio di sicurezza e l'otturatore era così libero di scattare in avanti non appena si premeva il grilletto.

### Evoluzione

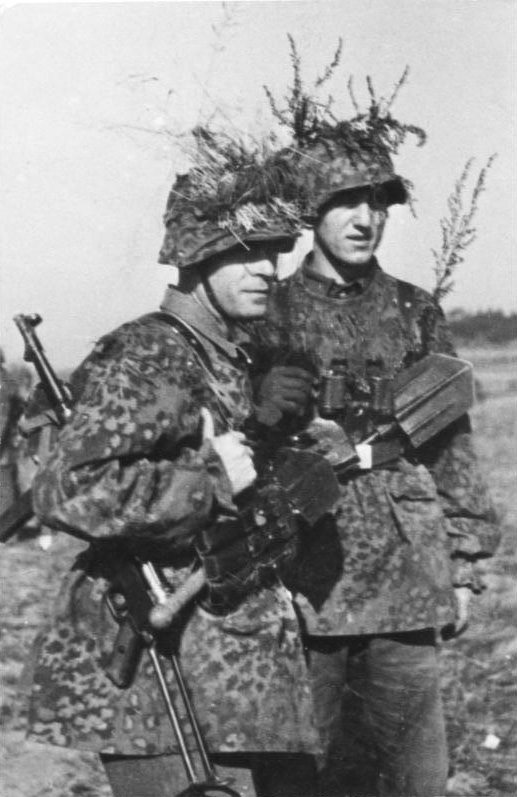
Soldati delle Waffen-SS armati di MP 40

L'esperienza con le diverse migliaia di esemplari di MP 38 (in servizio fin dal 1939) usati per l'invasione della Polonia rese necessaria l'introduzione di alcuni cambiamenti: principalmente la riduzione dei costi di produzione (aumento delle parti stampate invece che fresate) ed il miglioramento della sicurezza. Infatti, il funzionamento a massa battente senza alcuna sicurezza per lo sparo accidentale, faceva sì che in caso di urti violenti con il calcio dell'arma, fosse possibile l'arretramento dell'otturatore, non sufficiente per farlo restare agganciato dalla leva di scatto, ma sufficiente a camerare un colpo e, poiché il percussore era fisso, a causare lo sparo. Questo difetto, comune a tutte le armi che funzionano a massa battente sprovviste di sicura sull'otturatore (com'era normale all'epoca), causò diversi incidenti mortali durante la campagna di Polonia. Fu risolto molto semplicemente, adottando una manetta di armamento non più fissa e vincolata in permanenza all'otturatore, bensì separata che comprendeva un fermo di sicurezza. I cambiamenti furono incorporati in una versione intermedia (MP 38/40), e poi nell'iniziale produzione dell'MP 40, apparsa a partire dal 1940.
Durante il corso della guerra fu realizzato oltre un milione di esemplari di tutte queste versioni. Esteticamente la differenza tra l'MP 38 e l'MP 40 è che il 38 ha l'intero castello (fresato dal pieno) con scanalature longitudinali di alleggerimento, il bocchettone d'inserimento del caricatore liscio, fresato dal pieno, con un evidente foro centrale di alleggerimento, mentre l'MP 40 presenta delle nervature di rinforzo (assenti sulle prime produzioni) solo sul bocchettone d'inserimento del caricatore. Il castello è liscio senza scanalature.
L'MP 40 come accennato all'inizio fu spesso chiamato Schmeisser dagli Alleati, dal nome del presunto progettista Hugo Schmeisser che invece non lavorava per la società Erma, ma per la Haenel per la quale collaborò solo alla realizzazione dell'MP 41 (un ibrido tra MP 28 e MP 40 con calciatura in legno e l'aggiunta del selettore di fuoco) e dell'MP 44. Impossibile determinare come mai Schmeisser sia stato onorato da questa leggenda: in tedesco la parola schmeißen descrive qualcuno che colpisce o lancia qualcosa con scarsa precisione, ma con una forza estrema. Schmeisser comunque produsse i caricatori per l'MP 41, (i quali, identici ed intercambiabili con quelli dell'MP38 e 40,portando il suo nome impresso, sicuramente contribuirono alla diffusione di questo soprannome).
Dalle immagini di propaganda dell'epoca sembrerebbe che l'MP 40 fosse di uso universale: in realtà, ne erano dotati solo i capisquadra, i sottoufficiali e talvolta gli ufficiali (secondo le normative della Wehrmacht, i comandanti di squadra e di plotone dovevano avere una Maschinenpistole che di solito era la MP 38 o MP 40 ma non erano infrequenti anche le MP 28 e MP 34), e con precedenza alle unità di prima linea. Il resto dell'esercito era armato con il fucile d'ordinanza Kar98k e, verso la fine della guerra, in parte con lo Sturmgewehr 44.

## Prestazioni

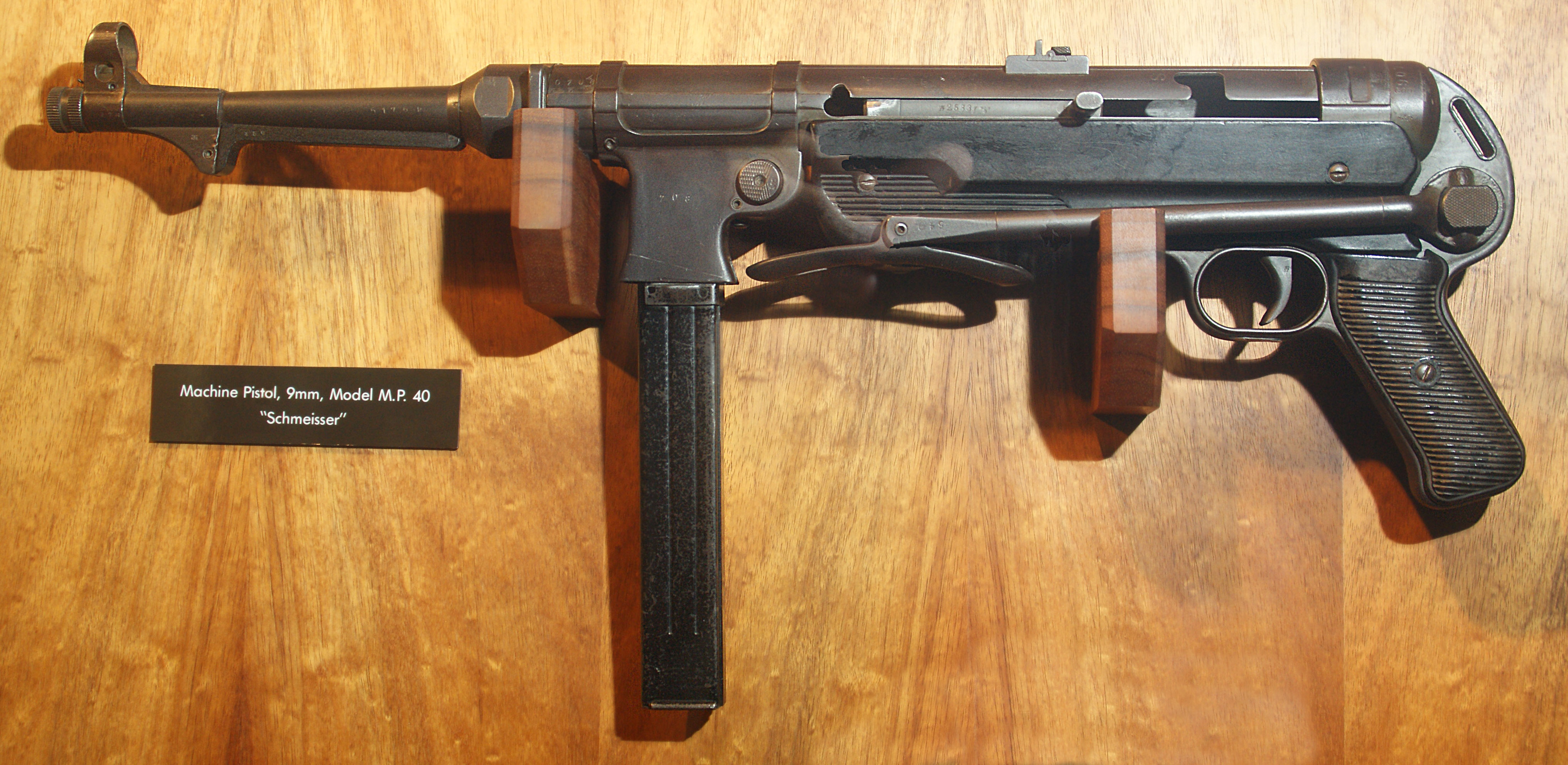
Un MP 40 esposto in un museo in Germania

Rispetto ad armi equivalenti di altri paesi belligeranti, l'MP 40 vantava una buona precisione anche a media distanza, un rinculo abbastanza ridotto, chiusura a massa battente, l'impugnatura a pistola ed una soluzione innovativa come il calcio metallico ribaltabile. Il tiro, esclusivamente automatico, era molto ben controllabile e un tiratore allenato non aveva difficoltà a esplodere uno-due colpi per volta. L'otturatore telescopico svolgeva egregiamente la sua funzione di "ammortizzatore" del rinculo, anche se richiedeva un'attenta manutenzione e il tiro fino a 50 metri era confortevole e preciso. La compattezza e leggerezza dell'arma in particolare furono apprezzate dai suoi utilizzatori. Non era raro infatti trovare delle MP 40 in mano a militari sovietici o statunitensi, dopo che l'avevano confiscata ai loro avversari tedeschi. L'impostazione generale della MP 40 fu ripresa, infatti, anche dal PPS-43 sovietico e dal M3 "Grease Gun" statunitense, che sebbene meccanicamente molto meno raffinati, riprendevano lo stesso concetto di produzione a lamiere stampate e saldate elettricamente, e l'architettura generale con impugnatura a pistola, caricatore verticale e calcio pieghevole a stampella.

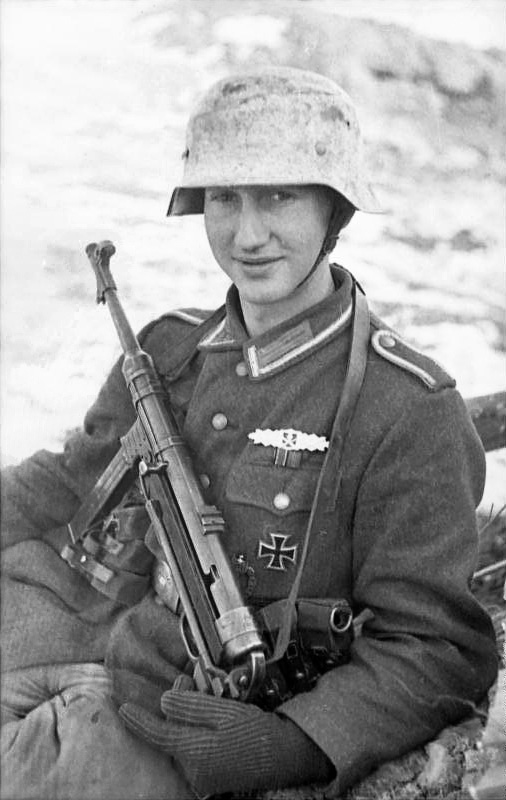
Sergente (Unteroffizier) della Wehrmacht armato di MP40 sul fronte orientale, 1943

Anche se generalmente affidabile, il maggiore punto debole dell'MP 38 e MP 40 era il suo caricatore da 32 colpi (una debolezza ereditata dall'inglese Sten, che copiò lo stesso design). Al contrario dei nostri MAB, del Thompson e del sovietico PPS-43 (che però sfruttava proprio l'esperienza fatta con il MP 40) che utilizzavano un caricatore bifilare a presentazione doppia, gli MP 38/MP 40 utilizzavano un'alimentazione singola, con una doppia colonna di cartucce che si presentavano singolarmente. In teoria le labbra del caricatore erano così più robuste, ma ciò costringeva le cartucce a sopportare un elevato attrito per raggiungere la camera di scoppio. Un ulteriore difetto era la tendenza del caricatore a sporcarsi e incepparsi. In casi del genere i tedeschi davano uno schiaffo al caricatore, risolvendo il problema. Il caricatore era inoltre spesso usato come impugnatura, utilizzo errato che spesso causava problemi di alimentazione, poiché la pressione della mano causava lo spostamento del caricatore e, quindi, inceppamenti. I manuali tedeschi raccomandavano infatti di impugnare l'arma dal corpo centrale prima di arrivare al caricatore, per evitare così malfunzionamenti, ma la posizione risultava controintuitiva e i soldati finivano per impugnare l'arma nel modo più immediato (anche se scorretto e spesso problematico).

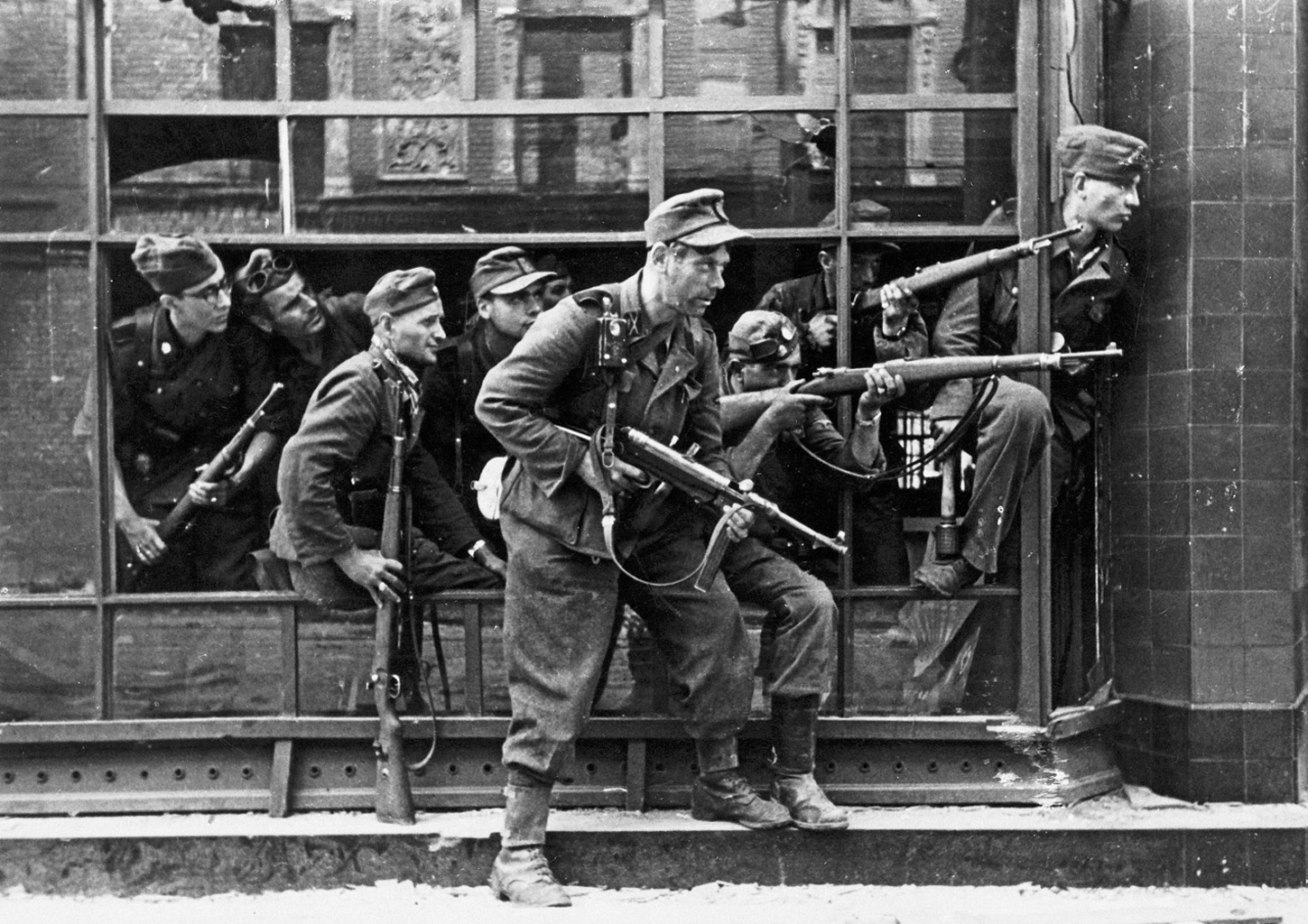
Un membro delle Waffen SS imbraccia un MP 40 durante i combattimenti dell'insurrezione di Varsavia (1944)

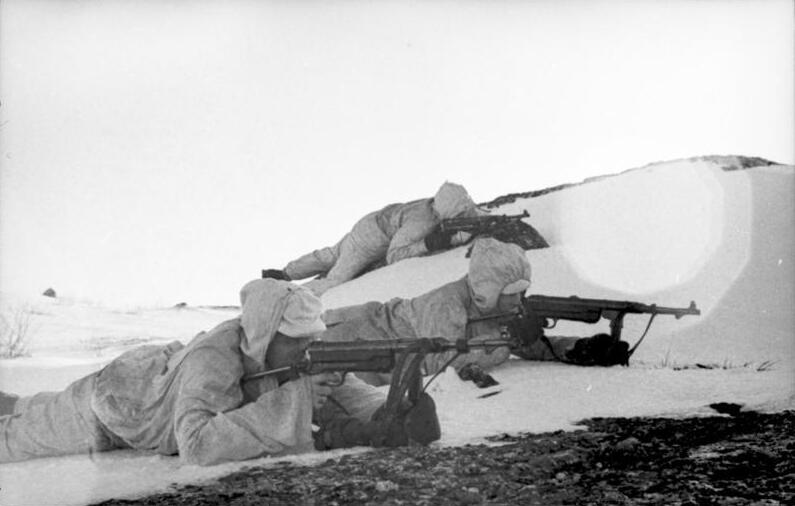
Truppe alpine tedesche in addestramento in Norvegia nel 1943, armate di MP 40. Si nota il modo di fare fuoco sfruttando il caricatore come appoggio per la mano sinistra, metodo che poteva però far oscillare il caricatore e causare inceppamenti.

Pur essendo un'arma prodotta con criteri di produzione in massa, l'MP 40 era caratterizzata da un'ottima qualità dei materiali. Infatti, restò ampiamente in uso in molti conflitti del dopoguerra, in molte parti del mondo. L'ultimo esercito a utilizzarla coma arma ufficiale fu l'esercito norvegese, che la tenne in dotazione alla riserva fino alla fine degli anni Ottanta. Tuttavia, l'MP 40 continua ad apparire in mano a guerriglieri e combattenti clandestini che non possono permettersi armi più sofisticate, in Africa e Asia, fino ai giorni presenti.

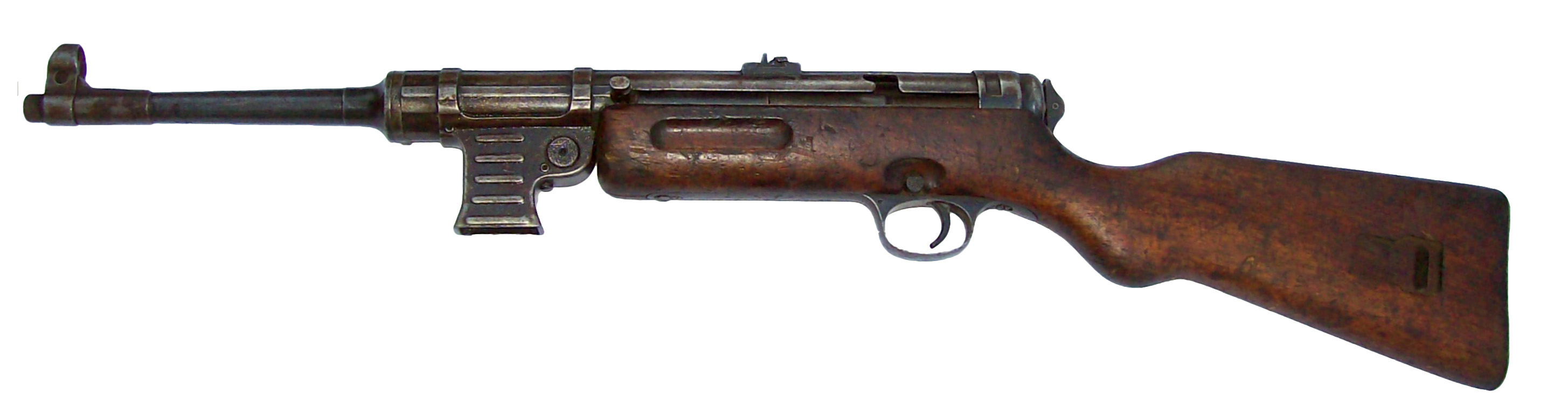
La MP41, realizzata in poche migliaia di esemplari dalla Erma nel 1941, in sostanza una MP40 montata su una calciatura in legno tradizionale. Fu utilizzata soprattutto dalle unità di Polizia e SS

## Varianti e sviluppi post-bellici
- MP 40/I: versione sperimentale con alimentazione a due caricatori standard da 32 colpi[4]. L'MP 40/I comparve sui campi di battaglia nelle ultime fasi della seconda guerra mondiale. Questa versione dell'MP40 ha due serbatoi standard, ognuno dei quali scorre orizzontalmente man mano che quello precedente si esaurisce. Questa modifica aveva l'obiettivo di contrastare il maggiore potere di fuoco del PPŠ-41 sovietico, ma di fatto rese l'arma pesante e sbilanciata, e non ebbe successo. Comunque, dal 1943 anche i sovietici ridussero il numero di colpi del PPŠ-41 con l'adozione di un caricatore tubolare da 35, intercambiabile con quello standard a tamburo, per risolvere alcuni problemi dell'arma.
- MP 41: una variante ideata da Hugo Schmeisser per la Haenel, che univa il castello superiore di un MP 40 (quindi anche parte dell'otturatore) con il castello inferiore di un MP 28 (grilletto e la forma dell'otturatore)[5]. Aveva un calcio in legno e non era dotato di impugnatura a pistola, ma dotata di selettore di tiro. La produzione cessò dopo alcune migliaia di esemplari prodotti per problemi di copyright (reclamo dell'Erma Werke) e soprattutto per la constatazione della superfluità di un'arma che in fin dei conti era più complessa dell'MP 40. Gli esemplari prodotti furono utilizzati principalmente sul fronte orientale e nei Balcani dalle Waffen-SS e Polizia.
- BD 38: una nuova riproduzione semi-automatica dell'MP 38, prodotta dalla Selbstandebüchse dal 2005.
- M 42: copia prodotta durante la Seconda guerra mondiale dal Portogallo.
- Zastava M-56: dopo la M-48 (nel 1956), una copia del PPŠ-41, la Jugoslavia cominciò a produrre questa nuova arma, chiaramente ispirata all'MP 40, da cui differiva in primo luogo per il caricatore curvo (invece che verticale) e per la presenza di un aggancio per la baionetta. Il calibro adottato fu il 7,62 × 25 mm, ma è possibile trovare alcuni esemplari (specialmente i primi) in 7,63 mm Mauser. Per il resto l'arma non possedeva caratteristiche particolari, salvo un meccanismo più semplice e una maggiore facilità nel mantenere pulito l'otturatore. Fu sostituito dall'M-65, praticamente identico, ma in calibro 9 mm Parabellum. L'arma non è più in servizio; basti pensare che già durante i conflitti della ex-Jugoslavia risultava essere un'arma molto rara.
- Carl Gustaf m/45: prodotta in Svezia del 1945 al 1964, rimase in servizio fino agli anni '90 quando fu definitivamente sostituita dai nuovi AK-4 e AK-5.

## L'MP 40 nella cultura di massa
- In ambito videoludico e cinematografico, l'MP 40 compare in tutti i giochi ambientati nella seconda guerra mondiale quali Medal of Honor, Call of Duty (e in molti altri capitoli della saga), Return to Castle Wolfenstein, Hidden & Dangerous, Sniper Elite 4, Battlefield V e in molti film ambientati nello stesso periodo. Compare anche in Far Cry 5 e Far Cry 6.